# 德保 (乾隆進士)
德保（？—？），字乾和，号慎斋，瓜尔佳氏，正蓝旗满洲包衣。乾隆辛酉举人，壬戌联捷进士。
翰林院散馆授编修，官至翰林院侍讲学士。乾隆二十一年，任丙子科湖北乡试副考官，二十五年任庚辰科山西乡试副考官。

## 家族
- 五世祖福尔僧額。

- 高祖不详。

- 曾祖不详。

- 祖父：额尔登莪，原任护军校.

- 父辈：元孙英格禄，原任包衣佐领；索柱，现任三等护卫；甘齐汉，现任护军校。[2]